# 啟德消防局

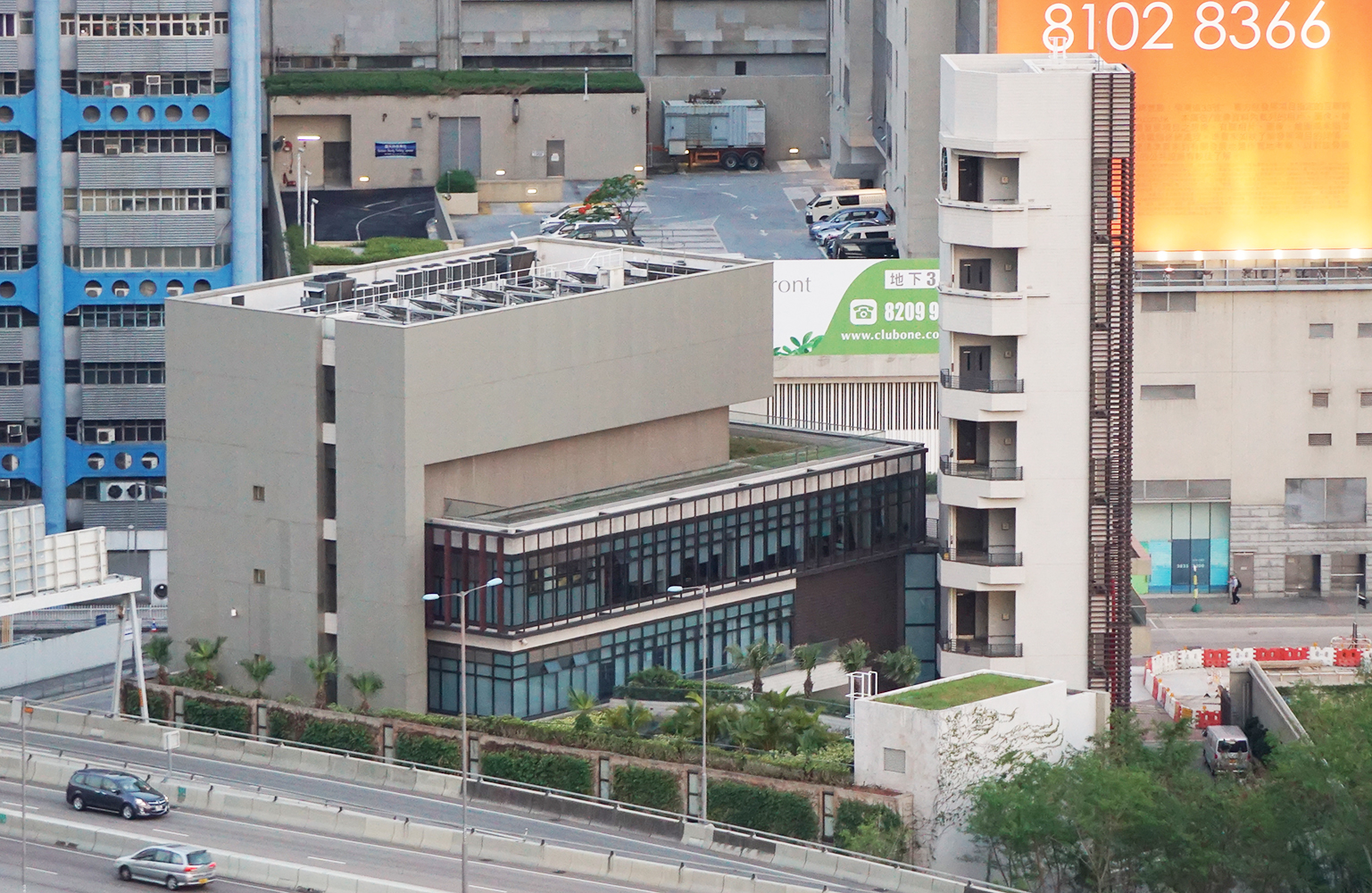
俯瞰啟德消防局

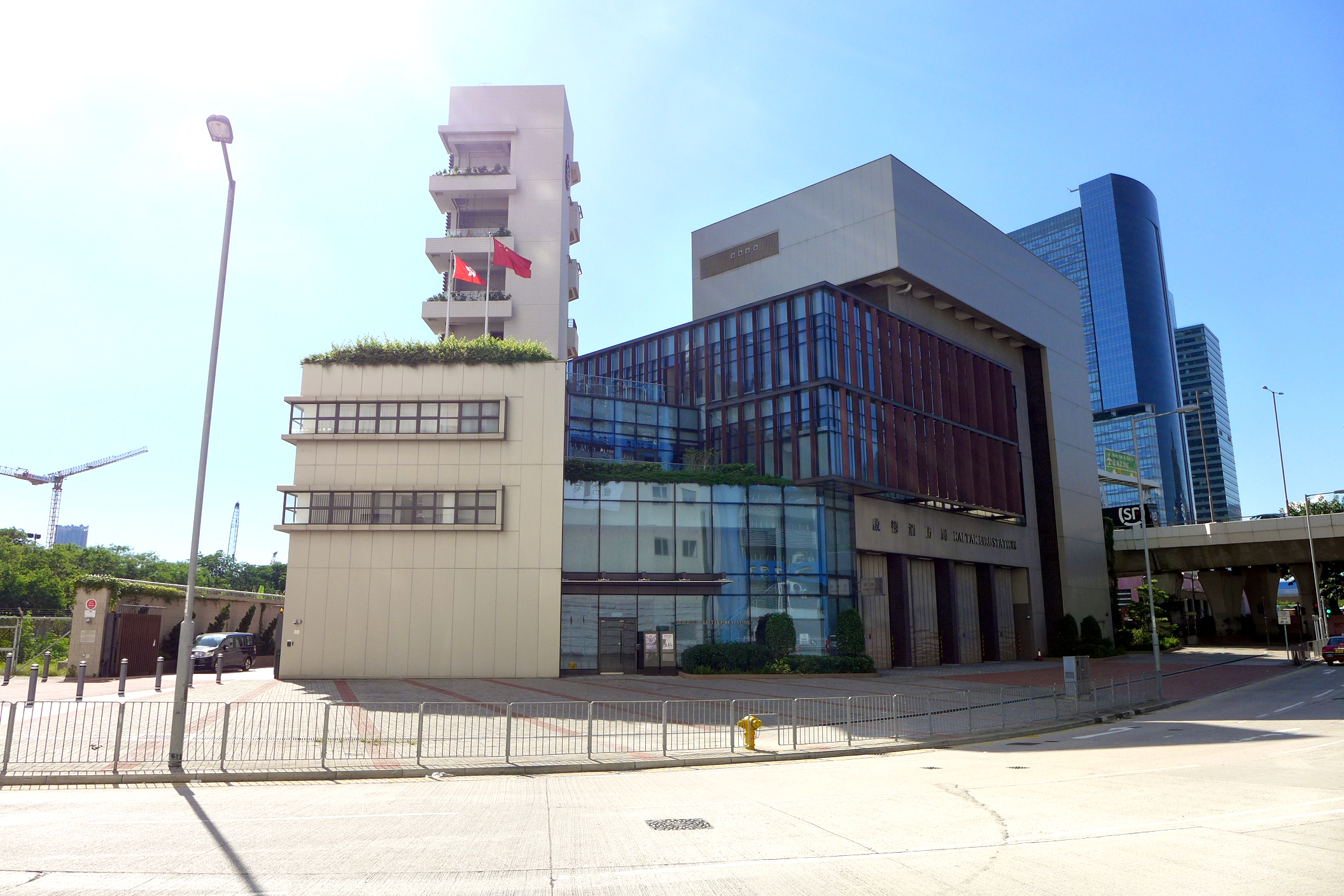
啟德消防局

啟德消防局（英語：Kai Tak Fire Station）是香港消防處一座消防局，位於九龍九龍灣祥業街5號。啟德消防局為《啟德發展計劃》首階段的項目之一，於2011年12月動工，耗資2.1億港元興建，於2013年7月竣工，於同月29日起運作。

## 沿革
啟德機場過去有自己專用消防局；機場搬遷後停用。啟德郵輪碼頭首個泊位於2013年6月12日啟用，附近的商業、住宅項目亦會相繼落成。為了配合啟德的發展，當局需要在附近興建新的消防局，以便為該區提供足夠的緊急服務及應付日後增加的服務需求。消防處向香港立法會所提交文件披露，最為接近啟德發展區的消防局分別為九龍灣和馬頭涌消防局，兩局分別距離郵輪碼頭約3.5至4公里，行車時間逾6分鐘，超過處方服務承諾，故有必要計劃興建上述的新設施。另外，消防處於馬頭涌救護站及九龍灣消防局共派駐了8輛救護車輛，但是這兩處不能夠再容納額外的救護車輛駐守，因此必須在擬建的消防局派駐救護車輛，以確保消防處能夠為啟德地區提供足夠的緊急救護服務。
此外，坍塌搜救專隊多項重型器材，包括生命探測器及重型爆破工具，均被存放在路途比較遠離香港市區、位於新界八鄉的消防訓練學校臨時儲存倉。消防處指出，由於啟德發展區的位置適中，若果在該處興建裝備儲存倉，將可以增強各部門的應變能力，可以更快捷地將重型器材運送至香港市區各處意外現場，盡快地進行城市搜索及拯救等任務。

## 建築
啟德消防局面積達2,250平方米，樓高6層，樓面面積為4,300平方米。地下設有可以容納4個停車間的車房及值日室，可以容納一輛油壓升降台、一輛泵車、一輛輕型搶救車及兩輛救護車。樓層設有辦公室、講學室、消毒間、健身室、休息室、康樂室、飯堂、廚房及輔助及支援設施。此外，局站在此設置坍塌搜救裝備倉作為中央儲存倉、設有操練塔的露天操場等。
為顧及附近的環境，建築設計亦有加入環境保護因素，如外牆採用節能玻璃窗及遮陽系統減外牆傳熱，又採垂直綠化及天台綠化降室溫，各層用相同深度的樑及樓板令模板可重複使用，並且引入太陽能熱水系統、太陽能光伏板，以及收集雨水循環再用系統等等。啟德消防局天台設有6個長方形的天窗，作為採光用途，但從觀塘繞道望向有關設計，形狀像棺材，令人不安。

### 環境保護
啟德消防局的綠化率達43%，遠高於一般香港政府建築物的20%及位於啟德發展區的建築物的30%之標準。其環境保護設計，促使其獲得香港綠色建築議會頒發綠建環評新建建築暫定為鉑金級認證。

#### 節約能源措施
啟德消防局採用多項節約能源措施，其外表由大型玻璃窗及天窗以隔熱玻璃所組成，天面有太陽光導管，加上各座露台，為室內引入自然光。西面外牆則設有遮光條，以減少空氣調節之消耗。室外地台採用再造滲水磚，所有木材包括建築模板均源自可持續發展之樹林。可再生能源及節約能源裝置上，則包括電子鎮流器的T5型節能光管，以用戶感應器和日光感應器控制照明；發光二極管出口指示牌及裝飾燈以及變凍量空氣調節系統。在再生能源技術方面，則裝設了太陽能熱水系統和光伏系統。在綠化方面，則進行了天台及牆壁垂直綠化。在循環使用裝置方面，就裝設了雨水循環使用系統，用以灌溉草木；此外，亦設有廚餘處理器等等。啟德消防局採用上述節約能源措施後，能夠每年節省5%的能源消耗量。